# KRC Genk Ladies in het seizoen 2025/26
Deze pagina beschrijft de prestaties van voetbalclub KRC Genk Ladies in het seizoen 2025-2026.

## A-kern

### Spelerskern
| Nr.           | Naam                  | Nationaliteit | Geboortedatum |
| ------------- | --------------------- | ------------- | ------------- |
| Keepers       |                       |               |               |
| 12            | Elise Bils            | België        | 05-01-2008    |
| 50            | Maren Van Wijngaarden | België        | 07-01-2003    |
| Verdedigers   |                       |               |               |
| 4             | Luna Vanhoudt         | België        | 10-04-2004    |
| 5             | Gwyneth Vanaenrode    | België        | 25-05-2000    |
| 6             | Chelsea Godier        | België        | 06-02-2005    |
| Middenvelders |                       |               |               |
| 8             | Myrthe Knols          | België        | 08-02-2008    |
| 10            | Sien Vandersanden     | België        | 03-05-2002    |
| 14            | Marine Rosala         | België        | 10-01-2004    |
| 17            | Djennah Cherif        | Nederland     | 10-01-2006    |
| 18            | Lieke De Bie          | Nederland     | 2008          |
| 20            | Charlotte Tison       | België        | 21-04-1998    |
| 22            | Emmely Vandebeeck     | België        | 19-04-2007    |
| 25            | Kawtar Aït Omar       | Marokko       | 19-02-2004    |
| Aanvallers    |                       |               |               |
| 7             | Thirsa De Meester     | België        | 09-10-2006    |
| 11            | Tulin Kuyucak         | Nederland     | 30-08-2004    |
| 13            | Gwen Duijsters        | België        | 30-06-1999    |

- Aanvoerder

### Staf

#### Technische staf
| Functie              | Naam                 | Nationaliteit |
| -------------------- | -------------------- | ------------- |
| Hoofdtrainer         | Guido Brepoels       | België        |
| Physical Coach       | Milan Vandecaetsbeek | België        |
| Team Manager         | Hans Bergans         | België        |
| Team afgevaardigde   | Cindy Gregoor        | België        |
| Social media manager | Laura Marit          | België        |

#### Medische staf
| Functie   | Naam                | Nationaliteit |
| --------- | ------------------- | ------------- |
| Dokter    | Nathalie Odeur      | België        |
| Dokter    | Marc Van den Broeck | België        |
| Osteopaat | Gert Vandeurzen     | België        |
| Verzorger | Ward Steurs         | België        |

### Transfers

#### Zomer
| Naam                | Nationaliteit | Van/naar          |
| ------------------- | ------------- | ----------------- |
| Inkomend            |               |                   |
| Robine De Ridder    | Nederland     | Excelsior Vrouwen |
| Briony Stauffenberg | Nederland     | Fortuna Sittard   |
| Fleur Pauwels       | België        | Club YLA          |
| Maud van Berlo      | Nederland     | Fortuna Sittard   |
| Sanne Arons         | Nederland     | Fortuna Sittard   |
| Ted Rooijendijk     | Nederland     | Fortuna Sittard   |
| Uitgaand            |               |                   |
| Sam Vanhees         | België        | KV Mechelen Dames |
| Katho Ceulemans     | België        | KV Mechelen Dames |
| Romy Camps          | België        | Club YLA          |
| Eva-Maria Niit      | Estland       | FC Flora Tallinn  |
| Isa Warps           | Nederland     | NAC Vrouwen       |
| Lisa Petry          | België        | Club YLA          |
| Anissa Giuga        | België        | KAA Gent Ladies   |
| Tess Lameir         | België        | KAA Gent Ladies   |
| Kawtar Aït Omar     | Nederland     |                   |

#### Winter
| Naam     | Nationaliteit | Van/naar |
| -------- | ------------- | -------- |
| Inkomend |               |          |

## Uitrustingen
- Shirtsponsor: Wilms
- Sportmerk: Nike

## A-kern

### Oefenwedstrijden A-kern
Hieronder een overzicht van de oefenwedstrijden die KRC Genk Ladies tijdens het seizoen 2025/26 speelde.
| Datum | Thuis/Uit | Tegenstander | Score | Doelpuntenmaker(s) KRC Genk Ladies |
| ----- | --------- | ------------ | ----- | ---------------------------------- |

### Lotto Super League
| Wedstrijddetails | Thuisploeg | Uitslag | Uitploeg | Opstelling | Kaarten |
| ---------------- | ---------- | ------- | -------- | ---------- | ------- |
| Heenronde        |            |         |          |            |         |

#### Overzicht
| Resultaat |
| Punten    |

### Beker van BelgiëA-kern
| Wedstrijddetails | Thuisploeg | Uitslag | Uitploeg | Opstelling | Kaarten |
| ---------------- | ---------- | ------- | -------- | ---------- | ------- |
| 1/8ste finale    |            |         |          |            |         |

## Beloften

### Oefenwedstrijden Beloften
Hieronder een overzicht van de oefenwedstrijden die KRC Genk Ladies B tijdens het seizoen 2025/26 speelde.
| Datum | Thuis/Uit | Tegenstander | Score |
| ----- | --------- | ------------ | ----- |

### Vrouwen 1ste Nationale
| Wedstrijddetails | Thuisploeg | Uitslag | Uitploeg | Opstelling | Kaarten |
| ---------------- | ---------- | ------- | -------- | ---------- | ------- |
| Heenronde        |            |         |          |            |         |

#### Overzicht
| Resultaat |
| Punten    |